# شهباز خیل
شهباز خیل (به انگلیسی: Shahbaz Khel) یک منطقهٔ مسکونی در پاکستان است که در خیبر پختونخوا واقع شده‌است. شهباز خیل ۲۰۲ متر بالاتر از سطح دریا واقع شده‌است.